# Црква Успења Пресвете Богородице у Рикачеву
Црква Успења Пресвете Богородице у Рикачеву, насељеном месту на територији општине Босилеград, православни је храм који припада Епархији врањској Српске православне цркве.
Црква посвећена Успењу Пресвете Богородице саграђена је 1897. године. Црква је зидана каменом, а на њеној северној страни налази се натпис који сведочи о години изградње. Иконостас садржи 20 икона, које потичу из периода изградње храма. У цркви и трему сачуван је живопис. Црква је опремљена мобилијаром и богослужбеним предметима.
Комплетна реконструкција цркве извршена је 2008. године, када је и освећена од стране Епископа врањског Пахомија.